# What's the Pressure?
«What's the Pressure?» —en español: «¿Qué prisa hay?»— es una canción compuesta por Sanne Putseys,Louis Favre y Birsen Uçar, e interpretada en inglés por Laura Tesoro. Se publicó como descarga digital en Bélgica el 17 de enero de 2016 a través de VRT Line Extensions. Fue elegida para representar a Bélgica en el Festival de la Canción de Eurovisión de 2016 tras ganar la final nacional belga, la Eurosong 2016.

## Videoclip
El videoclip oficial de la canción se publicó el 12 de marzo de 2016. Este se grabó en el Studio Manhattan, en Lovaina, Bélgica.

## Festival de Eurovisión

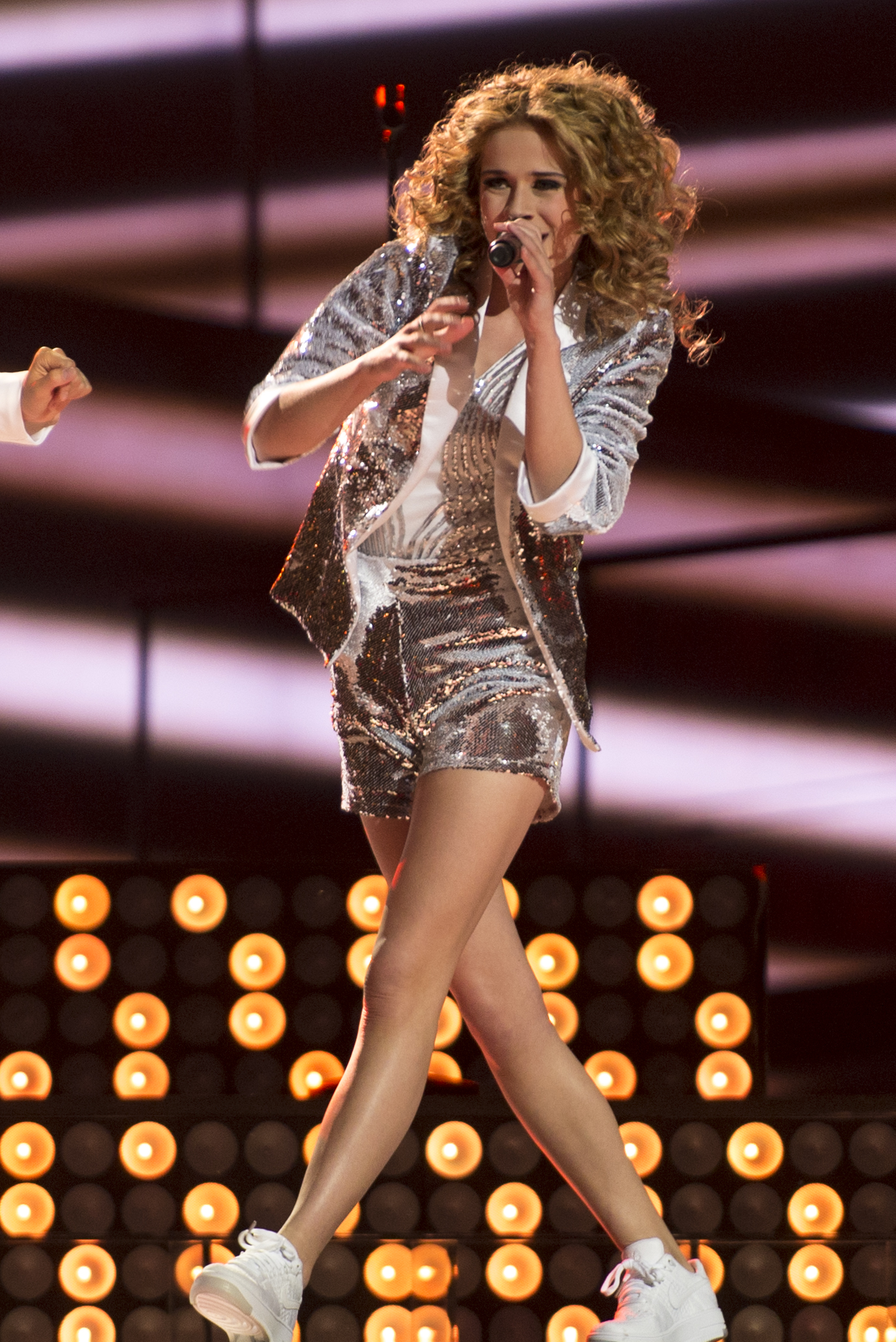
Tesoro interpretando la canción durante el Festival de la Canción de Eurovisión 2016.

### Eurosong 2016
En noviembre de 2015, Tesoro fue anunciada como una de los cinco participantes de Eurosong 2016. En la primera emisión, interpretó la canción «Düm tek tek» de Hadise, la cual representó a Turquía en el Festival de la Canción de Eurovisión 2009. En la segunda, reveló su canción candidata a Eurovisión y recibió la puntuación más alta del televoto. Finalmente, se declaró ganadora en la final del 17 de enero de 2016, después de quedar primera tanto para el público belga como para el jurado internacional.

### Festival de la Canción de Eurovisión 2016
Esta canción fue la representación belga en el Festival de la Canción de Eurovisión 2016.
El 25 de diciembre de 2016, se organizó un sorteo de asignación en el que se colocaba a cada país en una de las dos semifinales, además de decidir en qué mitad del certamen actuarían.
Así, la canción fue interpretada en 18º lugar (último) durante la segunda semifinal, celebrada el 12 de mayo de ese año, precedida por Albania con Eneda Tarifa interpretando «Fairytale». Durante la emisión del certamen, la canción fue anunciada entre los diez temas elegidos para pasar a la final, y por lo tanto cualificó para competir en esta. La canción había quedado en tercer puesto de 18 con 274 puntos.
Días más tarde, durante la final celebrada el 19 de mayo de 2016, la canción fue interpretada en primer lugar, seguida por República Checa con Gabriela Gunčíková interpretando «I stand». Finalmente, la canción quedó en décimo puesto con 181 puntos.

## Formatos
| Descarga digital |                                       |          |  |
| N.º              | Título                                | Duración |  |
| 1.               | «What's the pressure» (Eurosong 2016) | 2:59     |  |

## Historial de lanzamiento
| Región  | Fecha               | Formato                                | Ref.  |
| ------- | ------------------- | -------------------------------------- | ----- |
| Bélgica | 17 de enero de 2016 | VRT Line Extensions – Descarga digital | [ 3 ] |